# Gran Premi de Suècia de Motocròs 250cc
|  | Per a altres significats, vegeu «Gran Premi de Suècia de Motocròs». |

El Gran Premi de Suècia de Motocròs en la cilindrada de 250cc (en suec, Sveriges Grand Prix i Motocross 250cc), abreujat GP de Suècia de 250cc, fou una prova internacional de motocròs que es va celebrar anualment a Suècia entre el 1958 i el 2003, és a dir, des de la segona edició del Campionat d'Europa fins al final del Campionat del Món d'aquesta cilindrada (el 2004, la històrica categoria dels 250cc fou reconvertida a la nova MX1, actual MXGP).
El Gran Premi tingué una certa rotació geogràfica per tot Suècia i, al llarg dels anys, s'arribà a disputar en un total de 15 escenaris diferents. Els que més es varen repetir varen ser els de Hedemora i Uddevalla, amb un total de 5 i 6 edicions respectivament. També la data de celebració en va anar variant, per bé que la més habitual va ser al mes d'agost.

## Edicions
| Població              | Comtat          | Província     | Regió    | Data usual  | De   | A    | Edicions |
| --------------------- | --------------- | ------------- | -------- | ----------- | ---- | ---- | -------- |
| Barkarby (Järfälla)   | Estocolm        | Uppland       | Svealand | A l'agost   | 1975 | 1983 | 3        |
| Enköping              | Uppsala         | Uppland       | Svealand | Al setembre | 1962 | 1962 | 1        |
| Hedemora              | Dalarna         | Dalarna       | Svealand | Al juliol   | 1964 | 1969 | 5        |
| Huskvarna (Jönköping) | Jönköping       | Småland       | Götaland | A l'agost   | 1972 | 1972 | 1        |
| Motala                | Östergötland    | Östergötland  | Götaland | Variable    | 1967 | 1995 | 3        |
| Nykoping              | Södermanland    | Södermanland  | Svealand | A l'agost   | 1987 | 1993 | 3        |
| Knutstorp (Svalöv)    | Escània         | Escània       | Götaland | Al setembre | 1961 | 1961 | 1        |
| Saxtorp (Landskrona)  | Escània         | Escània       | Götaland | Al juliol   | 1986 | 1986 | 1        |
| Tibro                 | Västra Götaland | Västergötland | Götaland | A l'agost   | 1988 | 1996 | 3        |
| Uddevalla             | Västra Götaland | Västergötland | Götaland | Al juliol   | 1958 | 2003 | 6        |
| Ulricehamn            | Västra Götaland | Västergötland | Götaland | A l'agost   | 1973 | 1989 | 3        |
| Upplands Väsby        | Estocolm        | Uppland       | Svealand | A l'agost   | 1971 | 1980 | 3        |
| Vännäs                | Västerbotten    | Västerbotten  | Norrland | Variable    | 1960 | 1963 | 2        |
| Vetlanda              | Jönköping       | Småland       | Götaland | A l'agost   | 1959 | 1959 | 1        |
| Vimmerby              | Kalmar          | Småland       | Götaland | A l'agost   | 1982 | 1982 | 1        |
| Total                 | 15              |               |          |             |      |      | 37       |

Notes
1. ↑  Entre parèntesis, el municipi al qual pertany si no és homònim.
2. ↑  Circuit dins la població de Kågeröd.

## Palmarès
Font:
| Edició | Any  | Lloc                     | Data            | Guanyador            | Guanyador     |
| ------ | ---- | ------------------------ | --------------- | -------------------- | ------------- |
| I      | 1958 | Uddevalla                | 16-17 d'agost   | Lennart Dahlen       | Husqvarna     |
| II     | 1959 | Vetlanda                 | 15-16 d'agost   | Rolf Tibblin         | Husqvarna     |
| III    | 1960 | Vännäs                   | 6-7 d'agost     | Dave Bickers         | Greeves       |
| IV     | 1961 | Knutstorp                | 2-3 de setembre | Dave Bickers         | Greeves       |
| V      | 1962 | Enköping                 | 1-2 de setembre | Torsten Hallman      | Husqvarna     |
| VI     | 1963 | Vännäs                   | 29-30 de juny   | Torsten Hallman      | Husqvarna     |
| VII    | 1964 | Hedemora                 | 4-5 de juliol   | Joël Robert          | ČZ            |
| VIII   | 1965 | Hedemora                 | 24-25 de juliol | Torsten Hallman      | Husqvarna     |
| IX     | 1966 | Hedemora                 | 23-24 de juliol | Torsten Hallman      | Husqvarna     |
| X      | 1967 | Motala                   | 22-23 de juliol | Torsten Hallman      | Husqvarna     |
| XI     | 1968 | Hedemora                 | 3-4 d'agost     | Torsten Hallman      | Husqvarna     |
| XII    | 1969 | Hedemora                 | 2-3 d'agost     | Sylvain Geboers      | ČZ            |
|        | 1970 | No es disputà            | No es disputà   | No es disputà        | No es disputà |
| XIII   | 1971 | Upplands Väsby           | 14-15 d'agost   | Joël Robert          | Suzuki        |
| XIV    | 1972 | Huskvarna                | 12-13 d'agost   | Håkan Andersson      | Yamaha        |
| XV     | 1973 | Ulricehamn               | 18-19 d'agost   | Håkan Andersson      | Yamaha        |
| XVI    | 1974 | Upplands Väsby           | 10-11 d'agost   | Thorleif Hansen      | Kawasaki      |
| XVII   | 1975 | Barkarby                 | 9-10 d'agost    | Evgueni Rybaltchenko | KTM           |
| XVIII  | 1976 | Ulricehamn               | 14-15 d'agost   | Guennady Moisseev    | KTM           |
| XIX    | 1977 | Uddevalla                | 13-14 d'agost   | Vladimir Kavinov     | KTM           |
| XX     | 1978 | Barkarby                 | 12-13 d'agost   | Neil Hudson          | Maico         |
|        | 1979 | No es disputà            | No es disputà   | No es disputà        | No es disputà |
| XXI    | 1980 | Upplands Väsby           | 23-24 d'agost   | Jean Paul Mingels    | Yamaha        |
|        | 1981 | No es disputà            | No es disputà   | No es disputà        | No es disputà |
| XXII   | 1982 | Vimmerby                 | 28-29 d'agost   | Donnie Hansen        | Honda         |
| XXIII  | 1983 | Barkarby                 | 13-14 d'agost   | Thorleif Hansen      | Yamaha        |
|        |      | 1984-1985: No es disputà |                 |                      |               |
| XXIV   | 1986 | Saxtorp                  | 23-24 de juliol | Gert-Jan Van Doorn   | Honda         |
| XXV    | 1987 | Nykoping                 | 29-30 d'agost   | Eric Geboers         | Honda         |
| XXVI   | 1988 | Tibro                    | 27-28 d'agost   | Gert-Jan Van Doorn   | Cagiva        |
| XXVII  | 1989 | Ulricehamn               | 5-6 d'agost     | Jean-Michel Bayle    | Honda         |
| XXVIII | 1990 | Nykoping                 | 12-13 de maig   | Alessandro Puzar     | Suzuki        |
| XXIX   | 1991 | Motala                   | 3-4 d'agost     | Pekka Vehkonen       | Yamaha        |
| XXX    | 1992 | Tibro                    | 1-2 d'agost     | Donny Schmit         | Yamaha        |
| XXXI   | 1993 | Nykoping                 | 31-1 d'agost    | Joakim Eliasson      | Yamaha        |
| XXXII  | 1994 | Uddevalla                | 9-10 de juliol  | Stefan Everts        | Kawasaki      |
| XXXIII | 1995 | Motala                   | 27-28 de maig   | Stefan Everts        | Kawasaki      |
| XXXIV  | 1996 | Tibro                    | 1-2 de juny     | Marnicq Bervoets     | Suzuki        |
|        |      | 1997-2000: No es disputà |                 |                      |               |
| XXXV   | 2001 | Uddevalla                | 30j-1 de juliol | Gordon Crockard      | Honda         |
| XXXVI  | 2002 | Uddevalla                | 6-7 de juliol   | Mickaël Pichon       | Suzuki        |
| XXXVII | 2003 | Uddevalla                | 5-6 de juliol   | Stefan Everts        | Yamaha        |

Notes
1. ↑  El 1958, el GP de Suècia de 500cc ho fou alhora de 250cc i puntuà per a la Copa d'Europa de la cilindrada. Aquesta taula reflecteix només els resultats de la categoria de 250cc/Motocross GP.
2. ↑  Del 2001 al 2003, el GP de Suècia ho fou alhora de 125, 250 i 500cc, tot i que aquest darrer any els 250cc es conegueren com a Motocross GP i els 500cc com a 650cc. Aquesta taula reflecteix només els resultats de la categoria de 250cc/Motocross GP.
3. ↑  El 2003, els 250cc es conegueren com a Motocross GP.

## Estadístiques
S'han considerat tots els resultats compresos entre el 1958 i el 2003.

### Guanyadors múltiples
| Pilot              | Victòries |
| ------------------ | --------- |
| Torsten Hallman    | 6         |
| Stefan Everts      | 3         |
| Dave Bickers       | 2         |
| Joël Robert        | 2         |
| Håkan Andersson    | 2         |
| Thorleif Hansen    | 2         |
| Gert-Jan Van Doorn | 2         |

### Victòries per país
| País           | Victòries |    |
| -------------- | --------- | -- |
| Suècia         | 13        |    |
| Bèlgica        | 9         |    |
| Regne Unit     | 3         |    |
| Unió Soviètica | 3         |    |
| Països Baixos  | 2         |    |
| Estats Units   | 2         |    |
| França         | 2         |    |
| Itàlia         | 1         |    |
| Irlanda        | 1         |    |
| Finlàndia      | 1         |    |
| Total          | 1         | 37 |

### Victòries per marca
| Marca     | Victòries |
| --------- | --------- |
| Yamaha    | 8         |
| Husqvarna | 8         |
| Honda     | 5         |
| Suzuki    | 4         |
| Kawasaki  | 3         |
| KTM       | 3         |
| Greeves   | 2         |
| ČZ        | 2         |
| Maico     | 1         |
| Cagiva    | 1         |
| Total     | 37        |